# Riese Pio X
Riese Pio X (redno skrajšano Riese) je mesto in občina v pokrajini Treviso (TV), dežela Benečiji v severni Italiji, z glavnim mestom Treviso. Občina ima 11. 067 prebivalcev  . 2007 so cenili število prebivalcev na 10.660 in torej prebivalstvo narašča. 

## Zemljepisna lega
Občina se nahaja na pol poti med Castelfrancom in Asolom v beneški nižini; obvladuje ga hribovje Monte Grappa. Ravninsko področje se deli na dva dela: vzhodno je nerodovitno in sušno, zahodno pa večkrat poplavlja hudournik Musone; zato ima dovolj vode za obdelovanje in namakanje.

## Zgodovina

### Rimsko obdobje
Najstarejše najdbe izhajajo že iz bronaste dobe, zlasti ostanki nekega naselja v soteski Vallà. V rimski dobi je tu obstajala občina  Acelum (Asolo), ki je s cesto Via Aurelia povezovala Patavium in Feltrio. Domnevajo, da marijino svetišče Cendrole izhaja iz antičnega kraja, kjer so častili Diano in Junono. 

Od takrat omenjajo tudi krajevno ime Riese, izvajano iz imena Resius, kakor tudi Vallà; tam je obstajal Vallum, torej utrdba, utrjen kraj, tabor.

### Srednji vek
S propadanjem Rimskega cesarstva so se mnoga podeželska naselja utrdila in se pretvorila v prave utrdbe. Omenjen je tudi Riese kot castrum Resii v listini iz 972, s katero je svetorimski cesar Oton I. podaril treviškemu  škof v Rotzu (Vicenza)  to in druge nadarbine.

### Hud požar
9. januarja, ob 12:45, se je vzdignil iz podjetja Milldue, ki izdeluje kopalnice, črn dim, ki mu je sledil rdeč ogenj, in se je videl kilometre daleč. Skoraj popolnoma je uničeno tovarniško skladišče površine 5 tisoč m² v Via Balegante, v industrijskem področju naselja Cendrole. Ni bilo ranjenih, v zraku pa tudi ne nevarnih snovi; kljub temu je župan Matteo Guidolin pozval ljudi, naj ostanejo v hišah in zaprejo vsa okna. Gasilci so delali več ur, tudi ponoči, da bi omejili požar in da se ne bi razširil na sosednje stavbe. 30 izkušenih profesionalnih gasilcev so poslala z devetimi sosednja mesta: Treviso, Castelfranco, Montebelluna, Padova, Cittadella; prispeli pa so tudi prostovoljci iz kraja Asolo. Ni še znan vzrok, gorel je papir in lakiran furnir; analiza pa ni pokazala prisotnosti nevarnega eternita. 
 Nesreča bo najbolj prizadela zaposlene, saj je v nevarnosti njihovih 50 delovnih mest. 

### Simboli
Občinski ščit, odobren z državno poveljo 23. februarja 1928, vsebuje na modrem polju srebrn grad, obkrožen z dvema zvezdama; na drugem polju je zvezda s šestimi zlatimi žarki, s srebrno glavo leva svetega Marka. Ščit je okrašen z občinskimi okraski. 

Grb je očitno navdihnjen s tistim Pija X. z levom sv. Marka v glavi, ki ga je navadno uporabljal beneški patriarh; sidro v razburkanem morju je simbol krščanskega upanja. Edina razlika je v gradu nas levi strani, ki spominja na antično utrdbo okrog kraja Riese, kjer je danes občinska stavba. 

Z ukazom predsednika republike 11. marca 1953 razpolaga občina tudi s praporjem, ki ima zastavne barve z napisom: »Comune di Riese Pio X« skupaj z grbom, ki je opisan zgoraj.

### Znane osebnosti
- Giacomo Monico (1776–1851), kardinal katoliške Cerkve
- Giuseppe Melchiorre Sarto (1835–1914), od 1903 do 1914 papež katoliške Cerkve
- Lino Zanini (1909–1997), nadškof in diplomat Svetega sedeža
- Claudio Foscarini (* 1958), nogometaš in trener

## Slikovna zbirka
- Gostilna "Alle due spade" - "Pri dveh mečih" v Riesu[7]
- Središče Riesa s cerkvijo okrog 1900
- Riese proslavlja kronanje svojega rojaka papeža Pija X. 1903
- Rojstna hiša Giuseppeja Sarta (=Pija X.) v Riese Pio X
- Podeželska idila z rojstno hišo sv. Pija X.
- pogled na Riese okrog 1900
- Božjepotna cerkev Marijinega vnebovzetja v Cendrolah
- Kip sv. Pija X.  v Treviški stolnici